# كين كونينغهام
كين كونينغهام (بالإنجليزية: Ken Cunningham)‏ هو مدرب كرة سلة أمريكي، ولد في 15 فبراير 1943 في إيست ليفربول في الولايات المتحدة، وتوفي في 9 فبراير 2015.